# ゲルチェ・クインチェス
ゲルチェ・クインチェス（Geertje Kuijntjes、1905年7月19日 - 2019年12月24日）は、オランダのスーパーセンテナリアン。ヘンドリック・ヴァン・アンデル・シッパーに次ぎオランダ国内で歴代2番目の長寿記録を保持している女性。

## 人物
1905年7月19日、6人兄弟の1人として生まれる。兄弟のうち2人が成人を迎え、もう2人は生後約3か月で死亡し、他の2人は死産であった。兄弟のほとんどは短命であったものの、親はどちらも95歳を超える長寿の家庭出身だった。ゲルチェを除き唯一兄弟で成人を迎えたアリーは1976年に66歳で死去した。
生涯ホルクムに住んでおり、一度も結婚することはなかった。退職以降も高齢ながら健康であり、100歳のときには海外に行くこともあり（直近では102歳のころ）、105歳の少し前まではホルクムの中心部に位置する団地に一人暮らしをしていた。また、112歳の誕生日の数ヶ月前までも編み物を作ることもあった。
2017年には2009年のグリッチ・ヤンセン＝アンカラ以来、8年ぶりとなるオランダ国内の人物としての112歳の誕生日を迎えた。その1か月後にはオランダで3番目に高齢の人物となった。
2015年8月27日、ネリー・デ・フリースの死後 、オランダ最高齢の人物になった。
2018年7月19日、113歳の誕生日を迎える。オランダ人が113歳を迎えるのは15年ぶり、また歴代3番目であった。
数か月後には2003年9月25日に死去したカタリーナ・ヴァン・ダムの記録を抜き、南ホラント州の歴代最高齢者となった。
2019年7月19日、114歳の誕生日を迎え、114歳を迎えた2番目のオランダ人になった。
2019年12月24日午前0時30分に114歳158日で死去。死去時世界で7番目、ヨーロッパで3番目に高齢の人物であった。死後はアン・ブラス・ラターが最高齢となった。